# مات باريت
مات باريت (بالإنجليزية: Matt Barrett)‏ هو سياسي أمريكي، ولد في 4 مارس 1970 في الولايات المتحدة. حزبياً، نشط في الحزب الديمقراطي. وقد انتخب عضو مجلس نواب أوهايو.